# Justice Society of America
Die Justice Society of America (kurz JSA; zu Deutsch etwa „Gerechtigkeitsgesellschaft von Amerika“) ist ein Team aus Superhelden des US-amerikanischen Comicverlages DC Comics und in dessen Superhelden-Multiversum beheimatet. Erdacht wurden sie 1940 von Sheldon Mayer, ihren ersten Auftritt hatten sie in Heft Nr. 3 des Magazins All Star Comics. Es war das erste Superhelden-Team der Comicgeschichte und der Rahmen, in dem viele neue Figuren entstanden, darunter Wonder Woman.

## Entwicklung und Hintergrund
Die Liga wurde 1940 von dem Zeichner Sheldon Mayer entwickelt, der Redakteur des All Star Comics war. Er löste damit das Problem, dass bereits deutlich mehr Superhelden auftreten sollten als in ein Heft Geschichten passten. Durch die Einführung der Justice Society of America konnten mehrere Superhelden gleichzeitig auftreten und neue Figuren als Teil der Gruppe getestet werden. Erfolgreiche neue Helden erhielten dann ihre eigene Serie und neue Figuren traten an deren Stelle im Team. So hatte dieses auch eine ständig wechselnde Besetzung.

## Inhaltliche Entwicklung
Die JSA wurde zunächst von Superman angeführt. Weitere Mitglieder waren unter anderem Batman, Green Lantern, Wonder Woman, The Flash und Hawkman. In der Anfangszeit kämpfte die JSA im Zweiten Weltkrieg für die USA. Die bekannteren Superhelden, die eigene Serien bekamen, treten in der Regel nicht oder nur in Nebenrollen auf. Hauptquartier der Society war während des Krieges New York City, danach erst Gotham City und später Civic City.
Nach dem Zweiten Weltkrieg wurden die Mitglieder der JSA vom Komitee für unamerikanische Umtriebe (HUAC) aufgefordert, ihre Geheimidentitäten offenzulegen. Nachdem sich die JSA dieser Forderung verwehrte, löste sich die Gruppe zum Ende des sog. Goldenen Zeitalters auf.
In neueren Geschichten ist die JSA wieder in Manhattan beheimatet und es gab regelmäßig gemeinsame Geschichten mit der Gerechtigkeitsliga. Bis zum Ereignis Crisis on Infinite Earths, in deren Verlauf die Gruppierung vorübergehend im Limbus verschwand, alterten die Mitglieder der JSA auch.
Zu Beginn der 1990er setzte ein neu zusammengestelltes Team, eingeführt im Ereignis Zero Hour: Crisis in Time, die Justice Society fort.

## Publikationsgeschichte
Die Geschichten der Justice Society of America erschienen zunächst von 1940 bis 1951 in den Heften Nr. 3 bis 57 des Magazins All Star Comics. Autor zu dieser Zeit war Gardner Fox, Zeichner waren unter anderem Jack Burnley, Jack Kirby und Joe Kubert. Danach traten sie nur noch sporadisch auf und wurden weitgehend durch die Gerechtigkeitsliga ersetzt. Auch in Serien ihrer Mitglieder, wie Green Lantern und The Flash, trat die Society auf.
Ab 1976 trat das Team wieder häufiger auf, zunächst im Magazin All Star Comics, dann auch sporadisch in anderen Magazinen wie den Adventure Comics. Die Autoren dieser Zeit waren Gerry Conway und Paul Levitz, die Zeichnungen stammen unter anderem von Wally Wood, Joe Staton, Keith Giffen und Bob Layton. Mit dem Ereignis Crisis on Infinite Earths endete zunächst auch die Veröffentlichung von Geschichten mit der Justice Society.
Ab 1992 wurde die Justice Society of America in einem eigenen Heft veröffentlicht; es erreichte 18 Hefte mit zwei Handlungsbögen bis zur Einstellung im Mai 1993. Führender Autor war dabei Len Strazewski. 1999 bis 2006 folgte die Veröffentlichung JSA mit 87 Ausgaben, die von Panini auch teilweise auf Deutsch herausgebracht wurde. Das Spin-off JSA: Classified erreichte 39 Hefte. Von 2006 bis 2011 erschien eine Fortsetzung des Titels Justice Society of America in 54 Heften, die ebenso bei Panini auf Deutsch erscheinen. 2009 bis 2011 erschien JSA All-Stars als Fortsetzung von JSA.

## Auftritte in anderen Medien
Die JSA tritt mehrfach in der Zeichentrickserie Batman: The Brave And The Bold auf. Ebenso in der neunten und zehnten Staffel der Fernsehserie Smallville taucht die Justice Society of America auf. Ihr gehörten Doctor Fate (Kent Nelson), Star-Spangled Kid (Sylvester Pemberton), The Atom (Al Pratt), Sandman (Wesley Dodds), Spectre (Jim Corrigan), Hawkgirl (Shayera Hall), Hourman (Rex Tyler), Doctor Mid-Nite (Charles McNider), Black Canary (Dinah Drake-Lance) und Mister Terrific (Terry Sloane) und Wildcat (Ted Grant) an. Da sich die Justice Society of America weigerte, mit der Polizei zusammenarbeiten, wurden sie alle ins Gefängnis gesteckt. In der Smallville-Gegenwart leben lediglich noch Hawkman (Carter Hall, der Anführer der JSA), Stargirl (Courtney Whitmore), Green Lantern (Alan Scott), The Flash (Jay Garrick) und Wildcat (Ted Grant). Den Charakter The Flash gibt es auch bei Smallville, es handelt sich hierbei aber um die vierte Inkarnation Bart Allen. In der Doppelfolge Absolute Justice verbünden sich die übrig gebliebenen JSA-Mitglieder mit der Justice League von Martian Manhunter, Green Arrow und Clark Kent.
Des Weiteren tritt die JSA in der letzten Folge der ersten Staffel von DC’s Legends of Tomorrow auf, in der Captain Rip Hunter und sein Team gewarnt werden ihr Raumschiff zu betreten. In der zweiten Staffel tritt die JSA in der zweiten Folge auf.
In der seit 2020 ausgestrahlten US-amerikanische Science-Fiction-Fernsehserie Stargirl, welche auf der gleichnamigen Figur von DC Comics basiert, ist die JSA eliminiert worden und wird durch Teenager aus dem 21. Jahrhundert wieder in Gang gebracht.